# Městská komunita Berehovo
Městská komunita Berehovo (ukrajinsky Берегівська міська громада) je jednotné územního společenství v okresu Berehovo v Zakarpatské oblasti na Ukrajině, které vzniklo dne 12. června 2020. Administrativním centrem této komunity je město Berehovo. Území této komunity má rozlohu 259 km2; v roce 2020 v něm žilo 44 381 obyvatel. V této komunitě jsou tyto obce:
| Přepis do latinky | Název obce v cyrilici |
| Badalovo          | Бадалово              |
| Balažer           | Балажер               |
| Bene              | Бене                  |
| Berehovo          | Берегове              |
| Boržava           | Боржава               |
| Četfalva          | Четфалва              |
| Čoma              | Чома                  |
| Čykoš-Horonda     | Чикош-Горонда         |
| Halabor           | Галабор               |
| Hať               | Гать                  |
| Heča              | Геча                  |
| Janoši            | Яноші                 |
| Kiďoš             | Кідьош                |
| Mužijevo          | Мужієво               |
| Orosijevo         | Оросієво              |
| Vary              | Вари                  |
| Velyka Bakta      | Велика Бакта          |
| Zatyšne           | Затишне               |